# Kaffeine
Kaffeine is een vrije mediaspeler voor Linux en Unix. De speler is beschikbaar voor KDE en TDE.
Standaard gebruikt Kaffeine xine om media af te spelen; het is echter mogelijk om met behulp van een KPart ondersteuning voorMPlayer en GStreamer toe te voegen. Zo worden dus alle belangrijke multimediasystemen op Linux ondersteund. In de KDE4-versie gebruikte Kaffeine (standaard) Phonon.
Door deze verschillende systemen is Kaffeine in staat om bijna elk multimediaformaat af te spelen, hoewel voor sommige formaten extra codecs vereist zijn. Verder ondersteunt Kaffeine afspeellijsten, DVB, dvd's en cd's.
De ontwikkeling van de KDE-versie is op een laag pitje komen te staan, maar ziet af en toe nog activiteit. De TDE-versie wordt actiever doorontwikkeld.